# Бінтуронг
Бінтуронг (Arctictis binturong) — ссавець родини Віверових (Viverridae). Унаслідок зовнішньої схожості раніше зараховувався до родини єнотових, проте насправді є своєрідним за своєю формою видом віверових.

## Етимологія
Назва «бінтуронг» — місцева назва на Борнео, пов’язана із західно-малайсько-полінезійським коренем «ma-tuRun». У Ріау його називають «бентуронг» і «тентурун». Наукова назва Arctictis утворена від дав.-гр. ἄρκτος — «ведмідь», ἴκτις — «ласиця».

## Ознаки
Бінтуронг — дещо незграбна і коротконога тварина. Його хутро жорстке і довге, особливо на хвості. Як правило, він забарвлений в темно-сірий або чорний колір, а голова часто світліших відтінків. Примітні перш за все довгі білі вуса й довгі китиці вух. Одна з кількох плацентарних тварин Старого світу, разом з кінкажу, що володіє здатністю хапати предмети хвостом. Бінтуронги досягають довжини від 61 до 96 см, їх хвіст приблизно такої ж довжини. Вага коливається від 9 до 14 кг, в окремих випадках доходить і до 20 кг.

## Розповсюдження
Бінтуронги живуть в Південно-Східній Азії. Їхній ареал проживання простягається від Індії до індонезійських островів Суматра, Ява, Борнео і Палаван. Сферою проживання є густі тропічні ліси.

## Поведінка
Бінтуронги активні вночі й живуть в основному на деревах. Їхній рух повільний і обережний, вони не стрибають, проте вміють за допомогою хапального хвоста добре лазити. Також вони хороші плавці і пірнальники. Знаходячись на землі, бінтуронг, як ведмідь, ступає всією лапою, що в порівнянні з рештою віверових вельми незвично. Бінтуронги живуть поодинці або невеликими групами, що складаються з пари з потомством. Усередині таких груп домінантна роль належить самці.

## Харчування

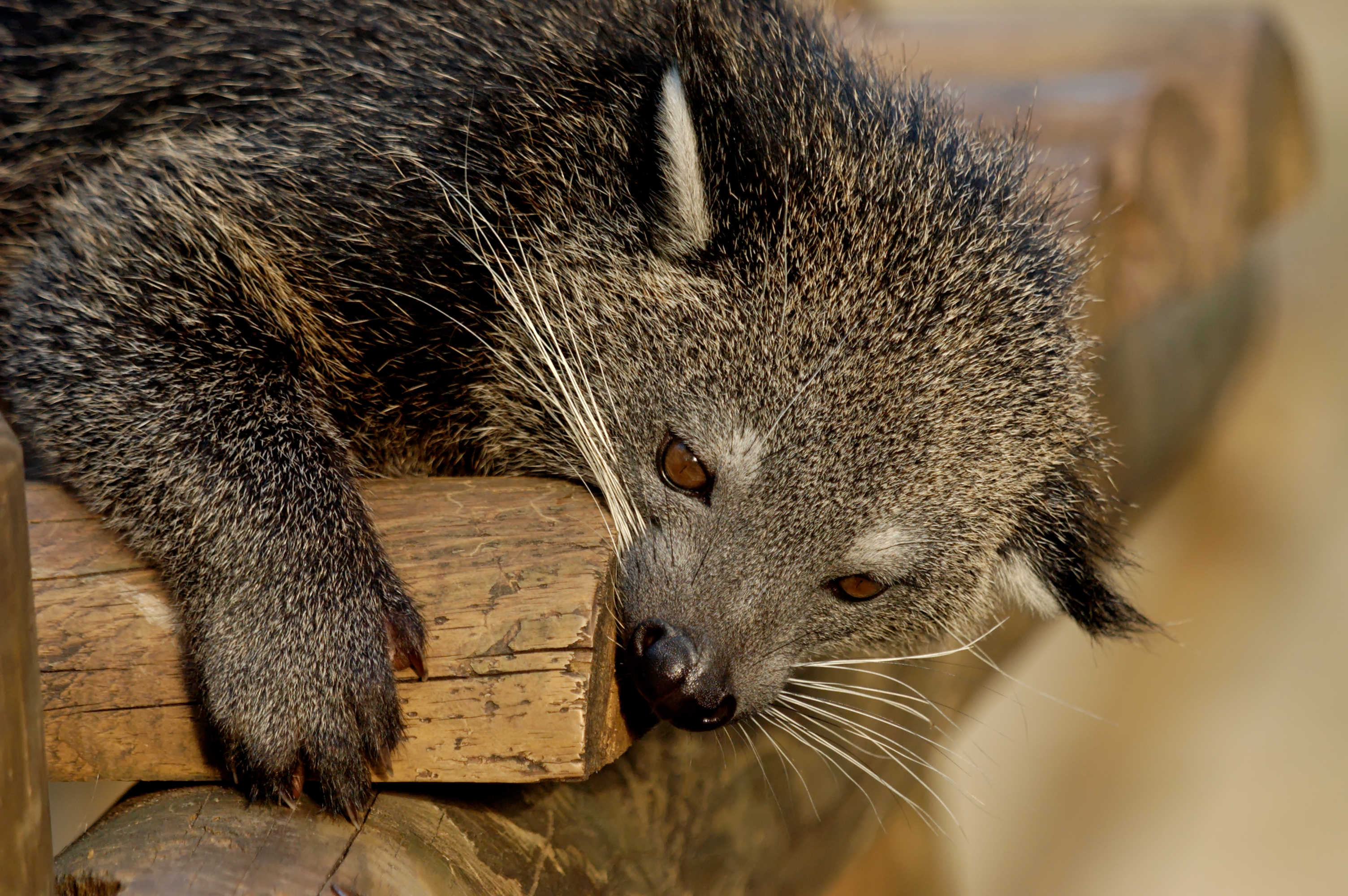
Бінтуронг

Головною їжею бінтуронгів є фрукти. Частка рослинної їжі них значно вища, ніж в інших віверових. На додаток, бінтуронги харчуються комахами і невеликими птахами, не гидуватимуть падлом, а також грабують пташині гнізда. Частину їх раціону складає і риба.

## Розмноження
Самка народжує потомство до двох разів на рік, її вагітність становить близько 90 днів. За один раз на світ з'являються від одного до шести (в середньому два або три) малят. Після пологів самка дозволяє самцеві залишатися разом з нею, що серед віверових незвичайно. По закінченню шести-восьми тижнів дитинчата відвикають від молока, а статевої зрілості досягають у віці двох з половиною років. Найбільша відома тривалість життя бінтуронга склала під людською опікою 25 років.

## Бінтуронги та люди
У деяких регіонах бінтуронгів тримають як домашніх тварин, оскільки вони легко приручаються і є довірливими звірами. Їхнє м'ясо подекуди вважається делікатесом, а деякі частини тіла використовуються в традиційній медицині. Завдяки своєму достатньо широкому ареалу проживання бінтуронги не належать до тварин, що перебувають під загрозою вимирання.